# Вуркова къща
Вурковата къща (на гръцки: Αρχοντικό Βούρκα) е традиционна къща от XVIII век в град Кожани, Гърция. Обявена е за исторически паметник.

## Местоположение
Разположена е зад Митрополията в Кожани.

## Описание
Построена е в XVIII век и е типичен представител на традиционната градска къща за времето си. Неин собственик е Григориос Вуркас, от където идва името ѝ. Таваните и вградените гардероби във вътрешността са резбовани и изписани. Сградата има двор. На стената на имението има мраморен надпис, който казва, че е построено през 1748 година и има гравиран кръст.
Къщата днес функционира като музей. Сред музейните експонати в къщата са мраморни архитектурни останки и мозайки от Коман и други части на Кожанско, както и преносими икони и църковни книги от Пиргос и Еани.
- Дървени тавани в къщата
- Вградени гардероби